# Diplodonta inezensis
Diplodonta inezensis is een tweekleppigensoort uit de familie van de Ungulinidae. De wetenschappelijke naam van de soort is voor het eerst geldig gepubliceerd in 1947 door Hertlein & Strong.